# Gästrappet
La Gästrappet è una pista sciistica situata ad Åre, in Svezia. Sul pendio, che si snoda sull’Åreskutan, si tengono gare di slalom gigante e slalom speciale della Coppa del Mondo di sci alpino.

## Albo d'oro
Di seguito sono riportati i podi relativi alle gare documentate della Coppa del Mondo di sci alpino disputate sulla Gästrappet.

### Uomini

#### Slalom speciale
| Data          | Competizione                       | Primo          | Secondo         | Terzo                |
| ------------- | ---------------------------------- | -------------- | --------------- | -------------------- |
| 18 marzo 2006 | Coppa del Mondo di sci alpino 2006 | Markus Larsson | Stéphane Tissot | Thomas Grandi        |
| 12 marzo 2009 | Coppa del Mondo di sci alpino 2009 | Mario Matt     | Julien Lizeroux | Jean-Baptiste Grange |

### Donne

#### Slalom gigante
| Data             | Competizione                           | Prima                | Seconda               | Terza            |
| ---------------- | -------------------------------------- | -------------------- | --------------------- | ---------------- |
| 31 gennaio 2002  | Coppa del Mondo di sci alpino 2002     | Michaela Dorfmeister | Anja Pärson           | Sonja Nef        |
| 6 marzo 2003     | Coppa del Mondo di sci alpino 2003     | Anja Pärson          | Daniela Merighetti    | Denise Karbon    |
| 13 febbraio 2007 | Campionati mondiali di sci alpino 2007 | Nicole Hosp          | Maria Pietilä Holmner | Denise Karbon    |
| 14 febbraio 2019 | Campionati mondiali di sci alpino 2019 | Petra Vlhová         | Viktoria Rebensburg   | Mikaela Shiffrin |

#### Slalom speciale
| Data             | Competizione                           | Prima            | Seconda            | Terza                           |
| ---------------- | -------------------------------------- | ---------------- | ------------------ | ------------------------------- |
| 17 marzo 2006    | Coppa del Mondo di sci alpino 2006     | Janica Kostelić  | Marlies Schild     | Anja Pärson                     |
| 17 febbraio 2007 | Campionati mondiali di sci alpino 2007 | Šárka Záhrobská  | Marlies Schild     | Anja Pärson                     |
| 13 marzo 2009    | Coppa del Mondo di sci alpino 2009     | Sandrine Aubert  | Fanny Chmelar      | Therese Borssén Šárka Záhrobská |
| 17 marzo 2018    | Coppa del Mondo di sci alpino 2018     | Mikaela Shiffrin | Wendy Holdener     | Frida Hansdotter                |
| 16 febbraio 2019 | Campionati mondiali di sci alpino 2019 | Mikaela Shiffrin | Anna Swenn Larsson | Petra Vlhová                    |

#### Combinata alpina
| Data             | Competizione                           | Prima          | Seconda       | Terza              |
| ---------------- | -------------------------------------- | -------------- | ------------- | ------------------ |
| 9 febbraio 2007  | Campionati mondiali di sci alpino 2007 | Anja Pärson    | Julia Mancuso | Marlies Schild     |
| 25 febbraio 2011 | Coppa del Mondo di sci alpino 2011     | Maria Riesch   | Tina Maze     | Elisabeth Görgl    |
| 8 febbraio 2019  | Campionati mondiali di sci alpino 2019 | Wendy Holdener | Petra Vlhová  | Ragnhild Mowinckel |